# Comunità degli Stati del Sahel e del Sahara
La Comunità degli Stati del Sahel e del Sahara (CEN-SAD; arabo: تجمع دول الساحل والصحراء; francese: Communauté des Etats Sahélo-Sahariens; portoghese: Comunidade dos Estados Sahelo-Saarianos), voluta da Gheddafi e istituita il 4 febbraio 1998, mira a creare un'area di libero scambio in Africa. Vi sono dubbi sul fatto che il suo livello di integrazione economica lo qualifichi ai sensi della clausola abilitante dell'Accordo generale sulle tariffe doganali e sul commercio (GATT).

## Istituzione
Il CEN-SAD è stato istituito nel febbraio 1998 da sei paesi, da allora gli stati ad avervi aderito sono cresciuti sino a 29, con l'ultima nuova adesione nel 2009. Uno dei suoi obiettivi principali è quello di raggiungere l'unità economica attraverso l'implementazione della libera circolazione di persone e merci al fine di rendere l'area occupata dagli Stati membri un'area di libero scambio.
A livello internazionale, il 12 dicembre 2001 le è stato riconosciuto lo status di osservatore dell'Assemblea generale delle Nazioni Unite e ha concluso accordi di associazione e cooperazione con la Commissione economica delle Nazioni Unite per l'Africa (ECA) e con agenzie e istituzioni specializzate delle Nazioni Unite come UNDP, OMS, UNESCO, FAO e Comitato interstatale permanente per il controllo della siccità nel Sahel.
Tutti i paesi membri del CEN-SAD partecipano anche ad altre unioni economiche africane, che hanno lo scopo di creare una Comunità economica africana comune. La prevista area di libero scambio del CEN-SAD sarebbe difficile da attuare praticamente, poiché si sovrappone con le unioni doganali previste della Comunità economica degli Stati dell'Africa occidentale (ECOWAS), ECCAS e altri blocchi commerciali più avanzati nella loro integrazione.

## Vertice del 2005
Al vertice dell'1–2 giugno 2005 a Ouagadougou (Burkina Faso), i capi di stato hanno deciso di creare una "alta autorità per l'acqua, l'agricoltura e le sementi" al fine di consentire ai paesi membri di sviluppare la propria agricoltura attraverso un migliore controllo delle risorse idriche e selezione dei semi. D'altro canto, il vertice per decidere di studiare la costruzione di una linea ferroviaria che collega Libia, Ciad, Niger, con rampe per Burkina Faso, Mali e Senegal, per facilitare gli scambi e aprire lo spazio CEN-SAD. Blaise Compaoré, presidente del Burkina Faso, succedette al presidente maliano Amadou Toumani Toure come attuale presidente del CEN-SAD.

## Vertice del 2007
I leader africani hanno cercato di conciliare le differenze tra i vicini Ciad e Sudan riguardo al conflitto nel Darfur e dare impulso al governo federale di transizione confuso della Somalia in un vertice regionale in Libia il 3 giugno 2007.

## Vertice del 2008
Il decimo vertice dei capi di Stato della Comunità degli Stati Sahel-Sahariani (CEN-SAD) si è riunito il 28 giugno 2008 a Cotonou il 18 giugno. Il tema era lo sviluppo rurale e la sicurezza alimentare nell'area CEN-SAD. Il presidente del Beninese Yayi Boni è stato eletto attuale presidente del CEN-SAD per un mandato di un anno.

## Vertice del 2013
Nel gennaio 2013, la Comunità degli Stati del Sahel e del Sahara si è incontrata a N'Djamena, in Ciad. Un commentatore ha affermato che "il Marocco probabilmente continuerà i suoi passi per assumere il comando dell'organizzazione".

## I Giochi del CEN-SAD
A partire dal 2009, gli Stati membri del CEN-SAD prenderanno parte a periodici festival sportivi e culturali internazionali programmati, noti come la Community of Sahel – Saharan States Games (Jeux de la Communauté des Etats Sahélo-Sahariens). I primi Giochi CEN-SAD si sono svolti a Niamey, in Niger, dal 4 al 14 febbraio 2009. Tredici nazioni hanno gareggiato in sport Under 20 (atletica leggera, basket, judo, calcio, pallamano, tennis da tavolo e wrestling tradizionale) e sei campi di competizione culturale (canto, creazione tradizionale e ispirazione danza, pittura, scultura e fotografia). Il secondo CEN-SAD Games avrebbe avuto luogo nella capitale ciadiana di N’Djamena nel febbraio 2011.

## Stati membri della Comunità Sahel-Sahara
Membri fondatori (1998)
- Burkina Faso
- Ciad
- Libia
- Mali
- Niger
- Sudan

Membri successivi
- 1999  Rep. Centrafricana
- 1999  Eritrea
- 2000  Gibuti
- 2000  Gambia
- 2000  Senegal
- 2001  Egitto
- 2001  Marocco
- 2001  Nigeria
- 2001  Somalia
- 2001  Tunisia
- 2002  Benin
- 2002  Togo
- 2004  Costa d'Avorio
- 2004  Guinea-Bissau
- 2004  Liberia
- 2005  Ghana
- 2005  Sierra Leone
- 2007  Comore
- 2007  Guinea
- 2008  Kenya
- 2008  São Tomé e Príncipe
- 2008  Mauritania
- 2009  Capo Verde